# Dodge Tomahawk
Dodge Tomahawk — концептуальный прототип мотоцикла, выпущенный компанией Dodge.
В 2003 году на Североамериканском международном автосалоне в Детройте компания Dodge представила футуристического вида мотоцикл с десятицилиндровым двигателем мощностью 500 л. с. от автомобиля Dodge Viper. Мотоцикл имеет два передних и два задних колеса, что делает его скорее не мотоциклом, а отдельным видом квадроцикла. Четыре колеса придают этому чуду технологий современности поразительную устойчивость. Каждое из четырёх колёс снабжено собственной независимой подвеской. При сборке «Томагавка» применяется титан, алюминий, углепластик, магний. Все эти новшества призваны снизить массу прото-мотоцикла. «Томагавк» является самым быстрым мотоциклом: максимальная скорость составляет 468 км/час, но, как утверждают инженеры, создавшие «Томагавк», теоретически он может развить скорость 613 км/ч. Однако, на деле никаких подтверждений тому, что этот мотоцикл может разгоняться хотя бы до 200 км в час, нет. По сути, это просто двигатель на двух колёсах. 
Экземпляры Tomahawk ручной сборки были выставлены на продажу через каталог Neiman Marcus по цене 555 тысяч долларов за штуку. Но чрезмерно завышенная сумма на данный аппарат стала причиной неудовлетворительных продаж, хоть и корпорация Chrysler планировала создать около 300 «Томагавков». До девяти штук было продано.

По признанию владельцев данного мотоцикла, в эксплуатации прототип весьма требователен к качеству топлива и обслуживания, а несоразмерно маленький топливный бак сильно ограничивает возможности мотоцикла. Самым неудобным, по признанию владельцев, является акселератор: при движении мотоцикл так и норовит ускользнуть из-под водителя — причиной такого недостатка является мощный двигатель и чрезмерно короткий ход коробки передач, что вызывает неудобство при передвижении. «Томагавк не для всех — Томагавк для безумцев», заявили некоторые эксперты после презентаций прототипа, в их словах есть доля истины, падение с такого монстра действительно опасно для жизни, но серьёзных ДТП с участием данного прототипа не зарегистрировано.

«Томагавк» — прототип исключительно ручной сборки. Спустя некоторое время после показа «Томагавка» стали появляться его реплики и клоны.